# Cumbre Vieja
La Cumbre Vieja (Cima vecchia in spagnolo) è un complesso vulcanico situato sull’isola La Palma, nell’arcipelago spagnolo delle Isole Canarie.

## Geografia fisica

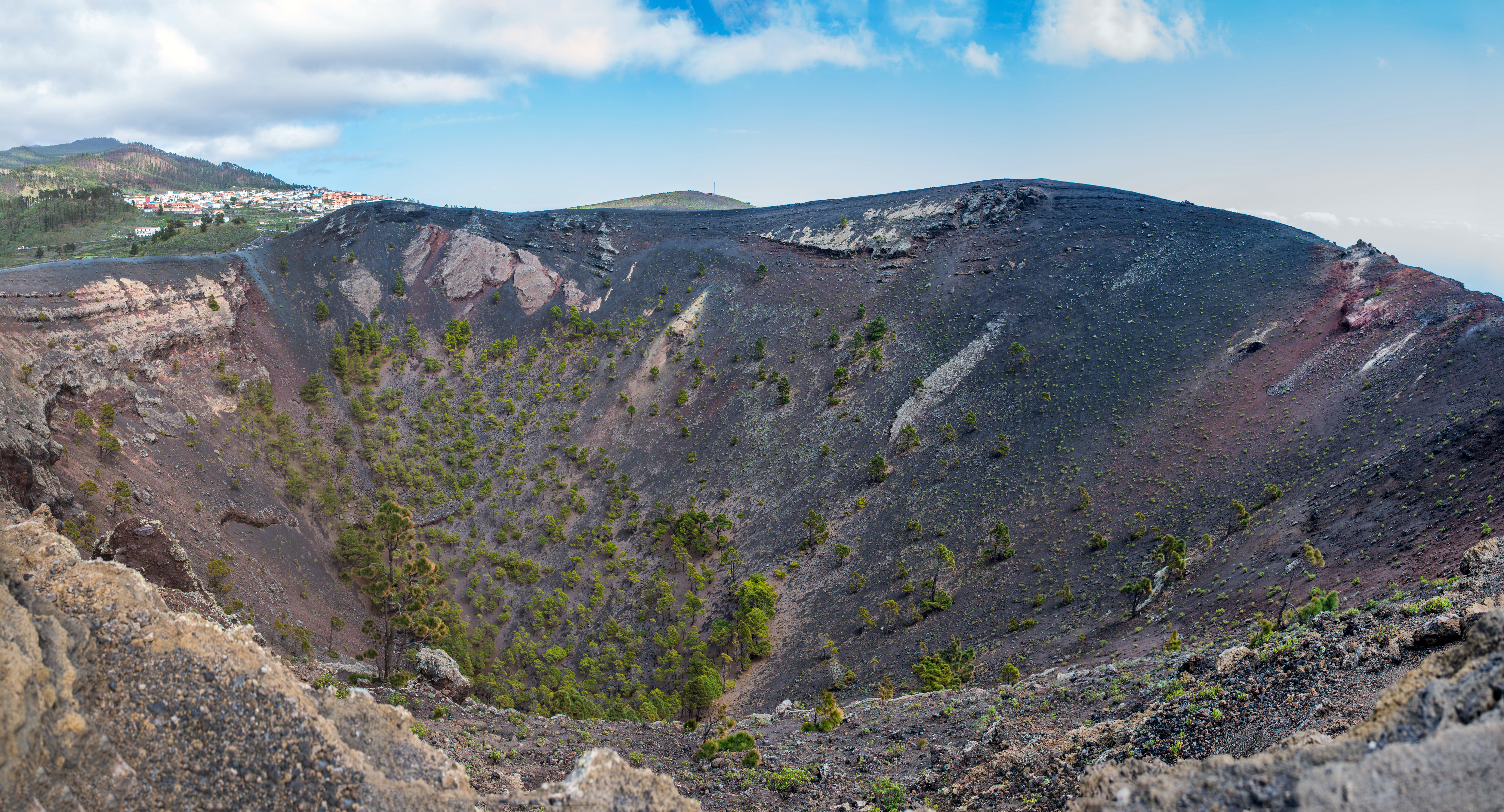
Il cratere di San Antonio, uno dei crateri del Cumbre Vieja

Il complesso del Cumbre Vieja è situato sull’isola di La Palma, una delle isole più geologicamente attive dell’arcipelago delle Canarie; la sua vetta raggiunge i 1949 metri sul livello del mare.

## Eruzioni

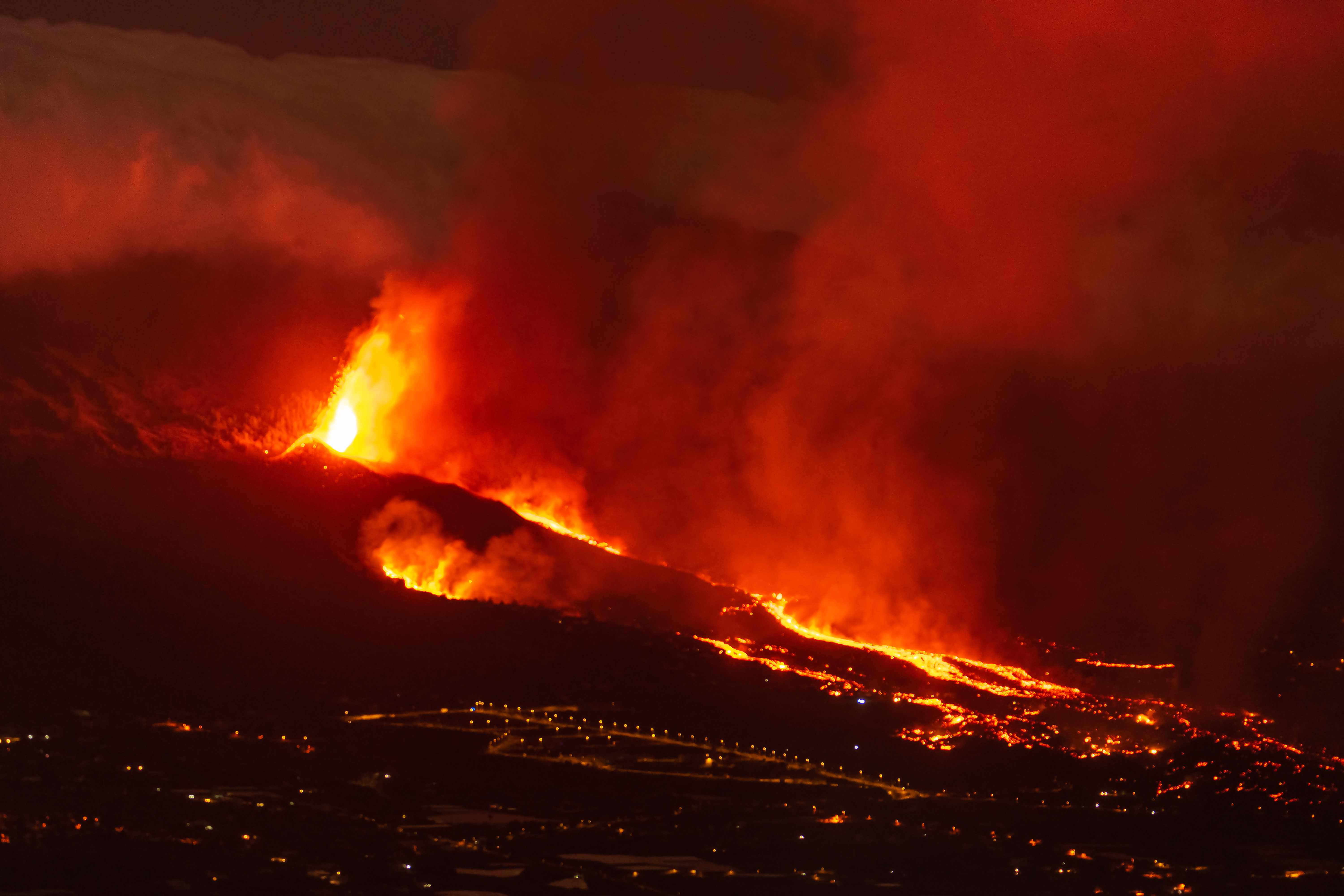
Il Cumbre Vieja in eruzione (20 settembre 2021)

Da quando gli spagnoli giunsero sull’isola, vi sono state le seguenti eruzioni:
- 1470–1492 - Montaña Quemada
- 1585 - Tajuya
- 1646 - cratere San Martin
- 1677 - cratere San Antonio
- 1712 - El Charco
- 1949 - crateri Nambroque, Duraznero, Hoyo Negro e Llano del Banco
- 1971 - cratere Teneguía
- 2021 - l'eruzione è iniziata il 19 settembre ed è stata caratterizzata da intense piogge di cenere e grandi colate laviche che sono giunte fino al mare[2], causando l'evacuazione di parte della popolazione e seppellendo alcuni villaggi.[3] L’eruzione vera e propria è terminata il 13 dicembre. L’eruzione è stata accompagnata da alcuni terremoti di media intensità, con un picco 4,8 verificatosi il 19 ottobre a 39 km di profondità[4].